# Луб'янка (Поліський район)
Луб'янка — колишнє село в Україні, яке розташоване на території Чорнобильської зони відчуження (Поліський район Київської області).
Село відоме з першої половини 17-го сторіччя.
Як писав про село Л. Похилевич «Народний переказ стверджує, що Луб'янка колись давно була містечком з численним населенням, мала три православні церкви, що знищені під час одного з татарських набігів».
В селі існувала Свято-Миколаївська церква, дерев'яна, збудована 1770 року, 1840 року була приписана до Стечанської парафії. Відтоді правилося у церкві двічі на рік-на Св. Миколая літнього та зимового. У ці ж дні проводилися ярмарки.
1886 року мешкало 620 осіб.
Село Луб'янка підпорядковувалося Поліському району Київської області та знаходиться на відстані 36 км від містечка Поліське (районного центру). В середині 20-го століття в селі мешкало близько 1000 осіб (Станом на 1971 рік населення становило 1030 осіб, а в 1981 році — близько 1100 осіб) та була восьмирічна школа. Село було центром сільської ради, якій підпорядковувалися села Бовище та Вільшанка. Існують відомості що Луб'янка була центром гончарства цього району. У селі навіть говорили: 
| "Дівчина заміж не вийде за хлопця, який горшка не вміє зліпити".[1] |
Село було евакуйоване 7 травня 1986 року через високе радіаційне забруднення. На момент евакуації чисельність населення становила 612 осіб, 316 господарств.
У 1986 після Чорнобильської катастрофи році населення було переселено в новозбудоване село Луб'янка, яке розташоване в Васильківському районі Київської області, а також в села Погреби (Обухівський район) та Велика Бугаївка. Офіційно зняте з обліку 1999 року через відсутність населення.
Після Чорнобильської катастрофи село увійшло до 30-кілометрової зони відчуження.
Частина села згоріла під час лісових пожеж у 1992 році.
Станом на 2005 рік в Луб'янці проживало 10 самоселів.
На початок 2010 за даними Ліни Костенко, яка бувала в цьому селі, їх лишалось шестеро:

| Узагалі, для мене Луб’янка, у якій тепер залишилося лише шестеро мешканців, – якась модель усього Полісся, що зникає.[4] |
Частина території села згоріла під час лісових пожеж у 2015 році.
Частина території села згоріла під час лісових пожеж у 2020 році.
З лютого по квітень 2022 року село було окуповане російськими військами внаслідок вторгнення 2022 року.